# Hjärtan som mötas
Hjärtan som mötas (en suec cors que mengen) és una pel·lícula muda dramàtica sueca de 1914 dirigida per Victor Sjöström.

## Repartiment
- Alfred Lundberg - Eberling, majorista
- Karin Molander - Margot, la seva filla
- Jenny Tschernichen-Larsson - Senyora Ström
- Carlo Wieth - Albert, el seu fill
- Greta Almroth - La seva germana
- Richard Lund - Enginyer
- August Warberg - Gerent
- John Ekman - Pretenent menyspreat

## Producció
La pel·lícula es va estrenar el 30 de novembre 1914 al cinema Röda Kvarn a Estocolm. La pel·lícula es va rodar a l'estudi de Svenska Biografteatern a Lidingö amb exteriors probablement de l'arxipèlag d'Estocolm per Henrik Jaenzon.